# Surminy
Surminy (Duits: Surminnen) is een plaats in het Poolse woiwodschap Ermland-Mazurië, gelegen in het district Gołdap. De plaats maakt deel uit van de landgemeente Banie Mazurskie en telt 260 inwoners.